# Кировский сельский совет (Ореховский район)
Кировский сельский совет (укр. Кіровська сільська рада) — входит в состав
Ореховского района
Запорожской области
Украины.
Административный центр сельского совета находится в 
с. Таврическое.

## История
- 1921 — дата образования.

## Населённые пункты совета
- с. Таврическое
- с. Любимовка